# Czesław Borowicz
Czesław Władysław Borowicz (ur. 6 lipca 1941) – polski hokeista, polityk i samorządowiec.

## Życiorys
Ukończył inżynierię środowiska na Akademii Rolniczej w Krakowie.
Trenował hokej na lodzie. Był wychowankiem Podhala Nowy Targ, zdobył z tym klubem mistrzostwo Polski. Grał także w Cracovii i Unii Oświęcim. Jeden raz wystąpił w reprezentacji kraju. Po zakończeniu kariery zawodniczej zajął się działalnością trenerską m.in. w Podhalu i Unii Oświęcim. Od 1979 do 1982 trenował reprezentację Polski, m.in. w trakcie Zimowych Igrzysk Olimpijskich w 1980 w Lake Placid.
W III RP zaangażował się w działalność polityczną. W połowie lat 90. sprawował urząd burmistrza Nowego Targu. W wyborach w 1993 bez powodzenia ubiegał się o mandat posła z ramienia Kongresu Liberalno-Demokratycznego. W 1997 kandydował z ramienia Unii Wolności do Sejmu. W 1998 był ostatnim wicewojewodą w historii województwa nowosądeckiego. W tym samym roku uzyskał mandat radnego sejmiku małopolskiego I kadencji. W 2002 bez powodzenia ubiegał się o stanowisko burmistrza w wyborach bezpośrednich.
Stoi na czele powołanego w 2007 Nowotarskiego Klub Olimpijczyka. W 2009 został pełnomocnikiem okręgowym Platformy Obywatelskiej. W 2010 bez powodzenia kandydował z jej listy do rady powiatu nowotarskiego, podobnie jak cztery lata później z listy związanego z PO lokalnego komitetu.